# Троицкий Георгиевский монастырь (Чирчик)
Троицкий Георгиевский монастырь  — православный мужской монастырь Ташкентской и Узбекистанской епархии Среднеазиатского митрополичьего округа Русской православной церкви, расположенный в городе Чирчике (Узбекистан).

## История монастыря
Монастырь был открыт решением Священного Синода Русской Православной Церкви от 22 февраля 1996 года на базе существующего в городе Чирчике прихода Свято-Георгиевского храма.
История Свято-Троице-Георгиевского монастыря ведет своё начало с конца XIX века, когда в селе Троицкое Туркестанского края (ныне город Чирчик Республики Узбекистан) было положено начало строительству храма для жителей села. 11 сентября 1895 года Туркестанской духовной консисторией жителям села была выдана книга для сбора пожертвований в пределах епархии на воздвижение храма. Значительный вклад в строительство храма внесла мусульманская община.
Сначала был построен молитвенный дом, ввод в действие которого был осуществлен к 1 февраля 1897 года. Освящение молитвенного дома было совершено 9 февраля 1897 года в честь великомученика Георгия Победоносца священниками епархии — Евстафием Любимским и Константином Стоберским, который являлся первым священнослужителем населенного пункта. Здание данного молитвенного дома сохранилось до сих пор.
После открытия молитвенного дома, началось строительство на территории села храма. Проект церковного здания был разработан инженером Вильгельмом Гейнцельманом в 1897 году. В 1898 году было получено благословение епископа Туркестанского и Ташкентского Аркадия (Карпинского) и 8 сентября того же года была совершена закладка храма. Строительство велось около двух лет. Освящение нового храма во имя Георгия Победоносца состоялось 23 ноября 1900 года. Образа для иконостаса написала и пожертвовала в сельский храм ташкентская художница-любительница Лепехина.
В советское время храм был закрыт в 1931 году, в нём была устроена конюшня. Впоследствии здание молитвенного дома было передано сначала для размещения в нём сельсовета, потом детского сада. Колокольня храма была снесена.
Храм был возвращен церкви в 1945 году.
В 1980 году в храме были проведены реставрационные работы под руководством советского и российского архитектора В. И. Пискарева. 

## В настоящее время
Первый монашеский постриг в монастыре был совершен в 2004 года Митрополитом Ташкентским и Среднеазиатским Владимиром (Иким). Монахами стали — иерей Георгий Палехов с наречением имени в честь преподобномученика Григория Авнежского, иерей Валерий Подмарьков с наречением имени в честь преподобного Варлаама Важского и послушник Феодор Полищук с наречением имени в честь апостола от 70-ти Фаддея (ок. 44 г.)
Второй постриг совершён 9 сентября 2004 года. В тот день монахом стал иерей Сергий Коростылёв с наречением имени в честь святого Ираклия исповедника (1936 г.).
Третий, и пока последний постриг митрополит Владимир совершил 27 июня 2005 года над иереем Николаем Ерещенко с наречением имени в честь великомученика Никиты (ок. 372 г.).
С 2012 года богослужения в монастыре совершаются ежедневно.
В 2013 году в числе братии монастыря 11 человек: один игумен, три иерея, один схимонах, два инока, два послушника и три трудника.
При монастыре работает библиотека, проводятся ежемесячные вечера «Духовные встречи», огласительные беседы, работает психологическая служба.
19 марта 2020 года состоялось торжественное освящение двух монашеских обителей — Свято-Покровского женского монастыря в городе Дустабаде и Свято-Троице-Георгиевского мужского монастыря в городе Чирчике. На протяжении девяти месяцев в этих двух монастырях, расположенных в Ташкентской области, при активной поддержке Правительства Республики Узбекистан и лично Президента страны Ш. М. Мирзиёева, а также благотворителей, шла непрекращающаяся работа по реставрации.

## Здания и сооружения монастыря
1. Церковь Святого великомученика Георгия Победоносца. Имеется один престол — в честь св. Георгия Победоносца — Крестообразная — включает в себя притвор, центральную часть и алтарь. Центральная часть двухъярусная. Фактура фасада церкви выполнена в «кирпичном» стиле, она насыщена элементами декоративного убранства из древнерусской архитектуры
2. Библиотека. Насчитывает более 1500 тысяч экземпляров книг.

## Святыни на территории монастыря
На территории монастыря находятся чудотворные иконы Божией Матери:
1. «Достойно есть», написанная и освященная в 1908 году на святой горе Афон,
2. «Экономисса», написанная и освященная в 1896 году на святой горе Афон.

Так же в обители имеются частицы мощей угодников Божиих.
На территории монастыря похоронен священник Всеволод Шамохов (1886−1921)

## Настоятели
1. Митрополит Владимир (Иким) (22 февраля 1996 — 27 июля 2011)
2. Митрополит Викентий (Морарь) (с 27 июля 2011)

## Наместники
- Игумен Григорий (Палехов) (2002 — 24 декабря 2010)
- Игумен Нектарий (Блинов) (с 24 декабря 2010[4])

## Фото
|  |  |  |
|  |  |  |